# Дудашу Скелеј (Мехединци)
Дудашу Скелеј (рум. Dudașu Schelei) насеље је у Румунији у жупанији Мехединци у граду Дробета-Турну Северин. Место се налази на надморској висини од 103 m.

## Становништво
Према подацима из 2002. године у насељу је живело 588 становника, од којих су сви румунске националности.